# Oude Hopel
Oude Hopel is een buurtschap in de Nederlandse gemeente Landgraaf. De buurtschap ligt in het zuidwesten van de gemeente in het Park Gravenrode. Ten zuidwesten van Oude Hopel ligt Mondo Verde.

## Toponymie
De herkomst van de naam Hopel is niet precies bekend. Mogelijk verwijst hoop naar kleinere percelen in een bos en el op ontginning in een bos.

## Geografie
Oude Hopel ligt langs de Hopelerweg in het Strijthagerbeekdal en langs de buurtschap stroomt de Strijthagerbeek. Ten noordoosten ligt de Kerkraadse wijk Hopel, ten zuiden het bedrijventerrein Dentgenbach en ten westen de wijk Schaesberg. Langs Oude Hopel liggen de spoorlijn Heuvellandlijn en de Buitenring Parkstad Limburg.

## Geschiedenis
Vanaf 1906 werd door Laura en Vereeniging ten noordoosten van Oude Hopel een nieuwe wijk gebouwd (Hopel) voor de huisvesting van de mijnwerkers. Het steenafval dat met de productie van steenkool in de mijn Laura vrij kwam werd ten noorden van Oude Hopel gestort op de Steenberg Laura.
In 1933 werd de Heuvellandlijn aangelegd waardoor Oude Hopel afgescheiden werd van Hopel.
Dorpen: Nieuwenhagen · Rimburg · Schaesberg · Waubach

Gehucht: Oude Hopel

Woonwijken: Abdissenbosch · Eikske · Groenstraat · Heiveld · Hoefveld · Kakert · Lauradorp · Leenhof · Namiddagsche Driessen · Nieuwenhagerheide · Oude Heide · Parkheide

Limburg: Steden en dorpen      Nederland: Provincies · Gemeenten